# Село санаторію «Восход»
Село санаторію «Восход» (рос. санатория «Восход») — село в Жуковському районі Калузької області Російської Федерації.
Населення становить 1319 осіб. Входить до складу муніципального утворення Село Восход.

## Історія
Від 2004 року входить до складу муніципального утворення Село Восход

## Населення
| 2002 | 2010  |
| ---- | ----- |
| 1278 | ↗1319 |